# Kostnice
Kostnice (znanstveno ime Osteichthyes) tvorijo najobsežnejšo in najbolj raznoliko skupino rib, kamor uvrščamo več kot 90% vseh ribjih vrst. Vse kostnice imajo lahko in hkrati čvrsto notranje ogrodje, ki je v celoti ali delno koščeno.

## Značilnosti
Koža večine kostnic je prekrita s slojem tankih prožnih lusk. Hrbtne plavuti so neparne, trebušne plavuti pa so parne. Repne plavuti ločimo po obliki: homocerkna, dificerkna, heterocerkna plavut. Ogrodje je koščeno, glava pa ni nikdar rilčasto podaljšana. Srce je zgrajeno iz enega preddvora in prekata. So poikilotermne živali in niso sposobne uravnavanja telesne temperature, zato so odvisne od temperature okolja.

### Čutila
Uho je le notranje, oko pa je prilagojeno na gledanje od blizu. Je akomodacijsko, mišice primikajo in odmikajo lečo od mrežnice. Ribe imajo posebno čutilo pobočnico, vidno kot črto na boku ribe, s katero zaznavajo premikanje vode.

### Izločanje
Izločala so enostavne ledvice, krvni obtok je enojen. 

## Dihanje
Za dihanje v vodi imajo ribe škrge, ki ležijo v škržni votlini, ki so pokrite s škržnim poklopcem. V votlini je več škržnih lokov, ki so stisnjeni tesno skupaj. Pretok vode skozi škrge poteka skozi usta. Ko se usta odprejo priteče voda noter, obenem pa se zaprejo škržni poklopci. S tem se razširi škržna votlina, pritisk v škržni votlini pa je manjši od tistega v ustih, zaradi česar voda, polna kisika steče mimo škrg. V naslednjem koraku se škržni poklopci razprejo in voda steče iz njih.
Nekatere kostnice pa imajo pljuča, zato se morajo vsake toliko časa dvigniti na površje po zrak.

## Prehranjevanje
Ribe se hranijo z drugimi ribami, kar jim omogoča dolgo, vitko vretenasto telo in ostri zobje.
Nekatere ribe kostnice pa svoj plen privabljajo s svojo obliko in s svetilnimi organi. Počasnejše plavalke imajo običajno bolj okroglo telo in nimajo ostrih zob ali pa jih sploh nimajo, zato se prehranjujejo z algami in planktonom.

## Razmnoževanje
Razmnoževanju rib pravimo drst, gre za zunanjo oploditev. So ločenih spolov. Samice v vodo sprostijo jajca - ikre, ki jih samec kasneje osemeni. Iz oplojenih iker se razvijejo mladice. Ikre nekaterih rib, denimo jesetra, so cenjena delikatesa, imenovana kaviar. 

## Gibanje
Večina kostnic ima za plavanje prilagojeno mišičasto hidrodinamično telo z zelo gibkim okostjem. Pri tem jim tudi pomagajo različne oblike in velikosti plavuti. 